# 香川運輸支局
香川運輸支局（かがわうんゆしきょく）は国土交通省の地方支分部局である運輸支局のひとつ。四国運輸局管内。
自動車登録の受付などを担当する陸運部門のみが存在し、海事部門は四国運輸局本局の直轄区域となる。

## 所在地
香川県高松市鬼無町佐藤20-1

## 自動車登録管轄区域
- 香川県全域である。
  - ここで交付されるナンバープレートは、「香川」ナンバーになる。2020年5月11日からご当地ナンバーとして「高松」ナンバー（高松市）が交付開始[1][2]。
  - 1988年以前に交付されていたナンバープレートは「香」ナンバーであった。